# Halle de Bassoues
La halle de Bassoues est une « halle-rue » au centre de la commune de Bassoues, dans le Gers, remontant au XVIe siècle.

## Histoire

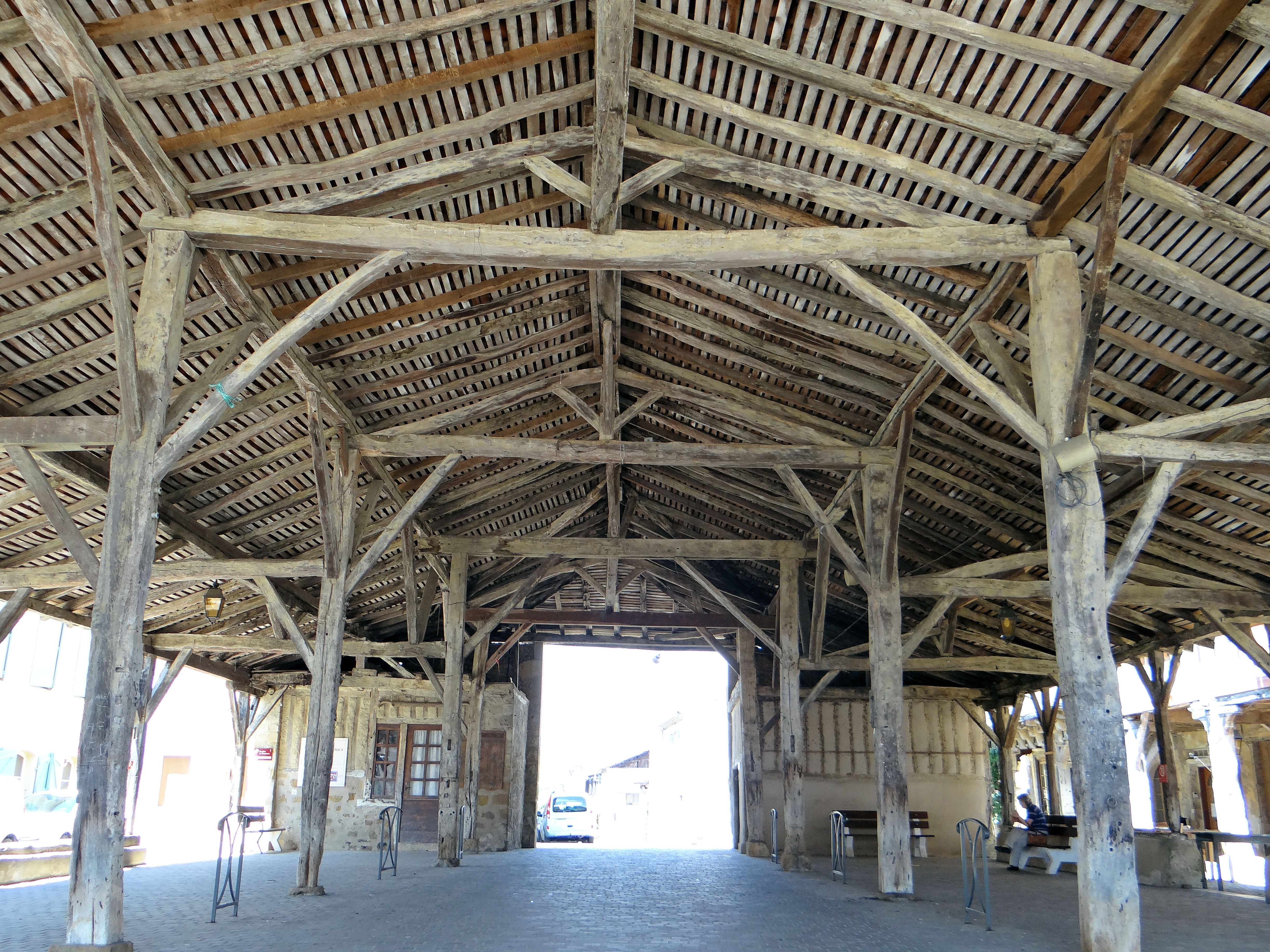
Charpente.

Bassoues est une bastide créée en 1279 par l’archevêque d’Auch, Amanieu II d'Armagnac. En 1521 le cardinal de Clermont-Lodève, archevêque d’Auch, accorde aux habitants l’autorisation de construire une halle et d’y tenir un marché hebdomadaire et quatre foires annuelles. 
La halle enjambe la rue principale de la commune. Sa datation est difficile, comme pour toutes les halles de ce type construites essentiellement en bois, donc fréquemment sujettes à des dégradations et des réparations fréquentes, voire de reconstructions. Elle est estimée au XVIe siècle. Une date mentionnée, 1768, correspond certainement à un de ces remaniements.
En 1849, la charpente s’effondre et doit être réparée, mais en 1901 la toiture en très mauvais état exige une nouvelle réparation et une souscription est lancée à cet effet.
La halle est inscrite au titre des monuments historiques le 19 novembre 2004.

## Architecture

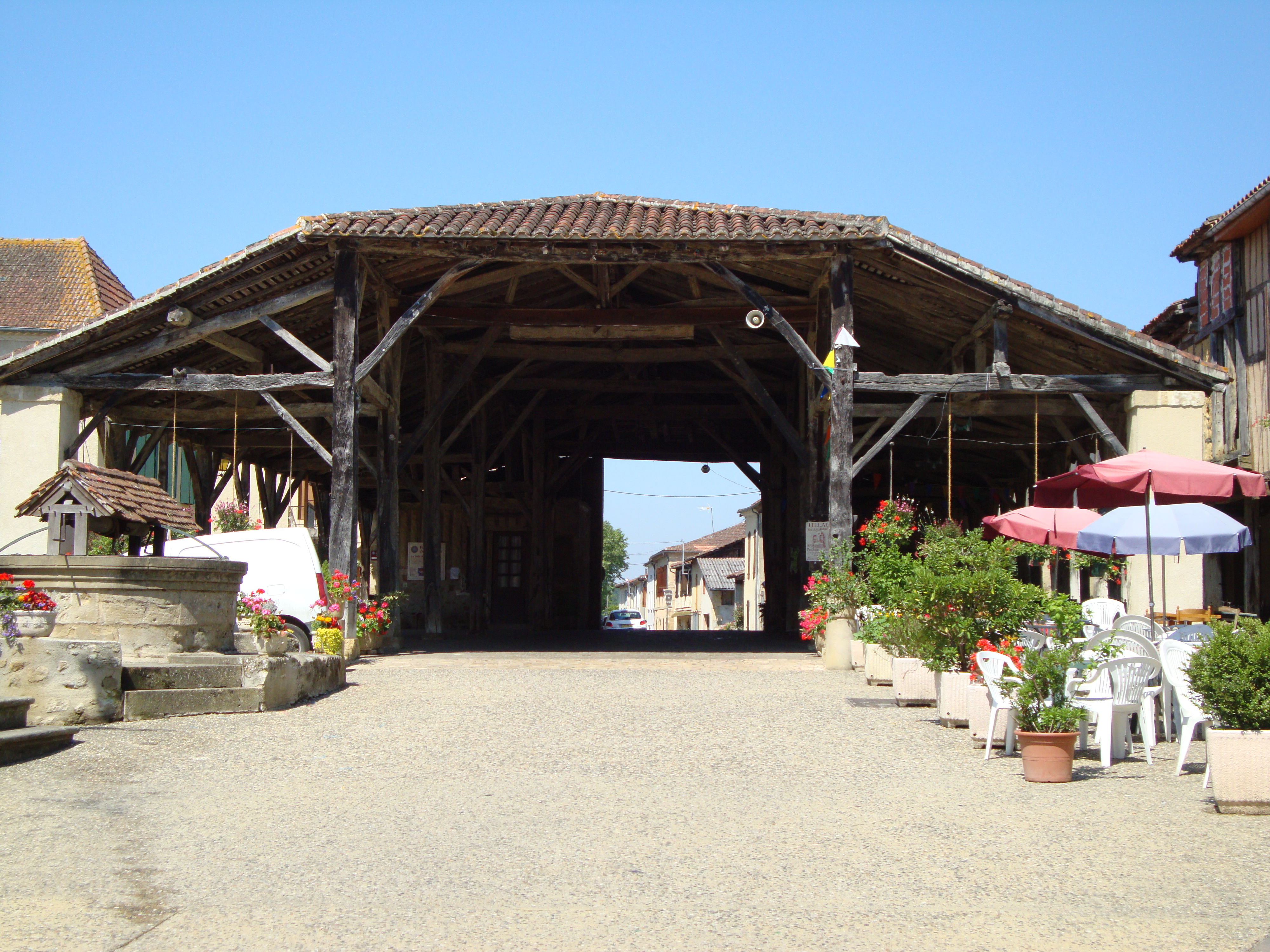
Extrémité est, avec le puits à gauche.

La halle se trouve sur une place rectangulaire orientée est-ouest dont la partie nord présente des couverts en bois du XVIe siècle. Elle est constituée d’une charpente reposant sur deux doubles rangées de piliers en bois sur socles de pierre. À l’extrémité ouest, les parties latérales sont fermées par un mur de pierre, doublé à l’intérieur par un mur de colombages et torchis pour ménager deux réduits, laissant la partie centrale libre pour la circulation. La halle est couverte d’un toit de tuiles canal à quatre pentes. Un vaste puits circulaire maçonné se trouve près de l’extrémité est.